# 吴仲贤 (1911年)
吴仲贤（1911年5月12日—2007年8月3日），男，湖北汉川人，中国动物数量遗传学家、农业教育家，中国动物数量遗传学科的奠基人。长期从事家畜数量遗传学的教学与研究。

## 生平
吴仲贤1933年毕业于华中大学生物系，1934年考入清华大学研究院。1935年，在爱丁堡大学学习动物遗传学并于1937年获哲学博士。后在剑桥大学作博士后两年。
1939年，吴仲贤回国并先后任西北农学院教授、西北大学教授、中央大学农学院教授、国立北京大学农学院教授兼畜牧系主任。
1949年后，历任北京农业大学教授兼畜牧兽医系主任、博士生导师、研究院副院长。后担任中国农业大学动物科技学院教授。
2007年8月3日23点33分，吴仲贤在北京逝世，享年九十六岁。

## 社会兼职
曾兼任国务院学位委员会学科评议组成员、中国畜牧兽医学会动物遗传育种学分会名誉理事长、中国数量遗传学研究会理事长等职。

## 著作
吴仲贤主编有《动物遗传学》，著有《统计遗传学》。